# Kutsurberg
De Kutsurberg, Samisch: Guvzzaroaivi, Zweeds: Kutsuroivi, is een berg of heuvel in het noorden van Zweden. De berg ligt in de gemeente Kiruna op een uitloper van het Scandinavisch Hoogland op de grens van Noorwegen en Zweden. De Kutsurrivier begint op de westelijke helling van de Kutsurberg.